# 阿力得尔牧场
阿力得尔牧场是中国内蒙古自治区兴安盟科尔沁右翼前旗下辖的一个类似乡级单位。

## 行政区划
阿力得尔牧场共辖以下地区：第一生产队、第二生产队和第三生产队。